# Kihon
Kihon is de verzameling basistechnieken van karate.
Ook andere Japanse gevechtssporten als kendo en aikido hebben een kihon. De kihon bestaat uit arm- en handtechnieken als uraken, shuto en jodan-tsuki, been- en voettechnieken als mae-geri en mawashi-geri en ademhalingsoefeningen ibuke en nogari. Een groot gedeelte van de training voor beginnelingen bestaat uit opwarming en dan kihon. Ook gevorderden en experten blijven kihon oefenen en vervolmaken. Door veelvuldige herhaling van een techniek in de kihon verwerft men een bepaald automatisme. Het gevolg hiervan is dat in kata en kumite over de goede uitvoering van die technieken niet meer nagedacht hoeft te worden. Er bestaat ook een aanvullend kihon voor gevorderden met slagtechnieken als seiken, tettsui, hiji en blokkeertechnieken als tensho en juji om een aanval af te weren.